# Silence Is Madness
Silence Is Madness è il terzo album in studio del gruppo heavy metal statunitense Bride, pubblicato nel 1989.

## Tracce
1. Fool Me Once – 3:57
2. Hot Down South – 3:10
3. Silence Is Madness – 5:15
4. Until the End We Rock – 3:10
5. Evil Dreams – 4:04
6. Under the Influence – 4:03
7. All Hallow's Eve – 5:10
8. No More Nightmares – 4:12
9. Rock Those Blues Away – 5:35